# لوكا زوفي
لوكا زوفي لاعب كرة قدم سويسري ولد في 27 مارس 1990 في سويسرا. يشغل زوفي موقع وسط ميدان ويلعب حاليا في نادي بازل السويسري.

## مسيرته الكروية
لعب لوكا زوفي خلال مسيرته الاحترافية مع 3 أندية في 13 موسمًا وسجل خلالها 37 هدفًا ضمن 301 مباراة. حيث فاز في موسمين بالكأس و3 مواسم بالدوري.
خاض لوكا زوفي مسيرته مع نادي فينترتور في موسم 2006–07 ليلعب معه ستة مواسم، مشاركًا في 87 مباراة سجل خلالها 9 أهداف. ثم انتقل إلى نادي ثون في موسم 2012–13 ولمدة موسمين، حيث شارك في 54 مباراة سجل خلالها 4 أهداف. لينتقل بعدها إلى نادي بازل في موسم 2014–15 ليلعب معه خمسة مواسم، مشاركًا في 160 مباراة سجل خلالها 24 هدفًا.

## روابط خارجية
- لوكا زوفي على موقع قاعدة بيانات كرة القدم.إي يو (الإنجليزية)
- لوكا زوفي على موقع ناشيونال فوتبول تيمز (الإنجليزية)
- لوكا زوفي على موقع Soccerway.com (الإنجليزية)
- لوكا زوفي على موقع عالم كرة القدم.نت (الإنجليزية)
- لوكا زوفي على موقع كووورة
- لوكا زوفي على موقع AS.com (الإسبانية)